# Vilini
Vilini (izvirno angleško Elves) so najimenitnejša rasa v Tolkienovi mitologiji. Bili so prva govoreča bitja na Ardi, zato so se poimenovali Quendi (tisti, ki govorijo).

## Etimologija
Izraz vilini je Gradišnikov prevod angleškega izraza elves. Tolkien je vedno vztrajal pri množinski rabi elves in ne elfs. Ednina je torej elf, v slovenščini vilin za moški spol in vila za ženskega. Tolkien je tudi zelo svaril pred tem, da ne bi prevod izraza pomenil bitja, ki se ne sklada z "njegovimi" vilini; slovenska beseda vila (in njena izpeljanka vilin) vsekakor ustreza Tolkienovim merilom, saj pomeni 'lepi, mladi ženski podobno bitje' (SSKJ).
Za viline se uporabljajo še naslednji izrazi:
- Eldari (izvirno ang. Eldar, kvenjsko Eldalië) - ime, ki jim ga je dal Valar Oromë v njihovem takratnem jeziku, pomeni pa 'ljudstvo zvezd' oz. 'zvezdni rod'. Po navadi s tem izrazom ne vključujemo Avarov.
- Quendi - je ime, ki so si ga vilini sami nadeli, ko se še bili v Cuiviénenu. Pomen besede je 'tisti, ki govorijo', nadeli pa so si ga, ker so mislili, da so edina govoreča bitja na Ardi (do prihoda ljudi so to tudi bili).
- Starejši Ilúvatarjevi otroci (izvirno ang. The Elder Children of Ilúvatar) - izraz Ilúvatarjevi otroci (kvenjsko Eruhíni, adunajsko Eruhînim) se nanaša na viline in ljudi. Pridevnik starejši zgolj nakazuje na čas prihoda vilinov na Ardo; ustreznica ki označuje ljudi je tako Mlajši Ilúvatarjevi otroci (izvirno ang. The Younger Children of Ilúvatar).
- Prvorojeni (izvirno ang. Firstborn) - ime, podobno kot Starejši Ilúvatarjevi otroci, kaže na dejstvo, da so vilini prišli na Ardo pred ljudmi.
- Lepi rod, Starši rod, Starše pleme, Starše sorodstvo - več sopomenk za viline, ki so vključene v roman Gospodar prstanov.

## Vilinska imena
Vilinska imena lahko razdelimo v tri kategorije: ime po očetovi strani, ime po materini strani in t. i. epessë, ki je bil dodeljen, oziroma si ga je vilin nadel sam, pozneje v življenju. Poleg teh imen pa je lahko imela posamezna oseba tudi več vzdevkov, ki so se po navadi nanašali na njihov izgled ali dejanja.   
Maedhros, na primer, je bil po očetovi strani imenovan Nelyafinwë (kvenjski izraz, ki pomeni 'Finwë tretji'), po mamini pa Maitimo. Ime Maedhros je epessë, kar pomeni 'kovinski sij', imel pa je še drugi epessë, ki so mu ga nadeli njegovi bratje - Russandol, kar pa pomeni 'rdečelasec'. Maedhros je bil znan tudi pod imenom Maedhros Visoki (izvirno angleško Maedhros the Tall).

## Značilnosti

### Anatomske značilnosti
Na prvi pogled so vilini zelo podobni ljudem, vendar se v resnici od njih zelo razlikujejo. Živijo v harmoniji z naravo. To se izraža tako v njihovem odnosu do narave same, kot tudi na njihovih telesih. Le-ta so prilagojena življenju z dosti intenzivnejšemi čutili, kot so prisotna pri ostalih rasah. Zaradi tega se nekatere njihove sposobnosti zdijo ljudem in ostalim rasam magične. So tudi izredno močni in hitri ter imajo hkrati zelo lahek korak.
Lastnost, po kateri se vilini najbolj razlikujejo od ljudi (in tudi od ostalih ras), pa je nesmrtno življenje. Ne čutijo posledic staranja in so odporni na bolezni, tako da ne podlegajo naravni smrti; so pa ranljivi v boju - smrtne rane so za njih neozdravljive.
Obstaja tudi nekakšna podvrsta vilinov, in sicer polvilini. To so bili potomci mešanih parov; eden izmed staršev je bil vilin, drugi pa človek. Eden izmed takšnih parov sta bila Tuor in Idril, ki sta imela otroka Eärendila. Polvilinov je bilo v Tolkienovi mitologiji bolj malo, vsi pa so imeli na voljo dve možnosti; izbrati so namreč morali med smrtnim in nesmrtnim življenjem.

### Kulturne značilnosti
Vilini veljajo za najčistejšo raso v Tolkienovi mitologiji. Poleg fizičnih se odlikujejo tudi v umskih lastnostih. So razmišljujoča, pametna bitja, tudi vešči umetniki. Njihova vrlina je tudi moralnost; noben vilin v zgodovini Arde, ni bil prostovoljno Morgothov služabnik.
Čeprav so se ukvarjali z mnogimi umetnostmi, so najbolj uživali v umetnosti govora in besed. Kot že povedano, so sami sebe poimenovali quendi - 'tisti, ki govorijo', kar kaže na dejstvo, da so bili prva govoreča bitja na Ardi. Z veseljem so pisali pesmi in se ukvarjali s poezijo, znani pa so tudi kot dobri jezikoslovci. Vilinski jeziki so se skozi zgodovino zelo spreminjali in predstavljajo najbolj kompleksno jezikoslovno tvorbo v Tolkienovi mitologiji. Vzporedo z jezikom pa so razvijali tudi pisave, od katerih sta najbolj znani tengvar in kirt, izhajajoči iz starodavnega saratija.
Med njimi je bilo veliko modrecev - t. i. vedoznalcev, ki so svoja življenja posvetili vedam kot sta zgodovina in jezikoslovje. Najbolj znan vilinski vedoznalec je bil Fëanor, kovec Silmarilskih draguljev in avtor najbolj razširjene pisave tengvar.

## Zgodovina
Tolkien je v vilinih udejanil svojo idejo o popolnih bitjih. Vilini so bili za njega nekakšni "izboljšani ljudje" - bili so lepši, pametnejši, vešči v umetnosti itd. V bistvu je vilin predstavljen kot človek pred izvirnim grehom. Med drugim je na takšno idejo vplivala druga svetovna vojna, v kateri je bil Tolkien tudi sam udeležen.
V začetku ustvarjanja svojega mitološkega sveta je Tolkien označeval viline (elves) z izrazom faires. Vilini so se imenovali tudi prvorojeni, saj so bili ustvarjeni pred ljudmi.
Veliko (predvsem zgodnje) zgodovine vilinov je Tolkien opisal v eseju Quendi and Eldar, ki je nastal v letih 1959-1960, objavo pa je doživel šele leta 1994 v knjigi The War of the Jewels (serija The History of Middle-Earth).

## Mitološka zgodovina

### Prebujenje
Vilini so prišli na svet v t. i. Prebujenju vilinov (izvirno ang. The Awakening of the Elves), ki se je zgodilo v Cuiviénenski deželi, na obalah Helcarja. Njihov prihod se je zgodil v zgodnjih časih (v dobi imenovani Leta dreves), približno tri veke (oz. okoli 4300 let) pred začetkom prvega veka. 
Med prebujenjem se je prebudilo 144 vilinov, iz katerih izhaja celotna vilinska rasa. Najstarejši trije vilini so bili (imenovani v njihovem starem jeziku) Imin, Tata in Enel.

### Zgodnja zgodovina
Valarji sprva za prihod vilinov sploh niso vedeli. Melkorjevi vohuni so bili prvi, ki so jih opazili in jih tudi začeli nadlegovati; veliko jih je takrat prišlo v njegovo ujetništvo. Zaprti so bili v Utumnu - trdnjavi Temnega vladarja na severu, kjer naj bi jih (po eni izmed teorij) preobrazil v raso orkov. 
Valarji so tako zvedeli za viline šele, ko je Oromë, ki se je potepal na lovu po Srednjem svetu, slišal njihovo petje. Poimenoval jih je Eldarji - 'ljudstvo zvezd'. Od takrat dalje jih je kar nekaj časa (z izjemo kratkega potovanja v Valinor, da o njih obvesti ostale Valarje) redno spremljal in varoval.
Zaradi zaskrbljenosti za varnost vilinov v Srednjem svetu, ki je bil tedaj v Melkorjevi oblasti, so Valarji zapustili Valinor in začeli vojno imenovano Bitka sil - vojno Zahoda proti Severu, vojno Valarjev proti Melkorju. Le-ta je bil v vojni dokaj hitro poražen in odpeljan v ujetništvo v Valinor. Nikoli ni pozabil, da je njegovemu padcu botroval prav prihod vilinov, zato jim tega tudi nikoli ni odpustil in jih je zasovražil; vilini pa pravzaprav niso bili krivi, saj o veliki Bitki Sil niso vedeli skorajda ničesar. 

### Razkol
Po Melkorjevem porazu so se Valarji odločili, da bi bilo za viline boljše, da bi živeli na Amanu. Ko pa jih je Oromë pozval k selitvi, se je izkazalo, da se jih vilini bojijo in niso naklonjeni odhodu. Izbrani so bili trije vilinski predstavniki, ki so odšli pred Valarje zastopati interese svojega ljudstva; to so bili Ingwë, Finwë in Elwë. Nad videnim v Valinorju so bili očarani, zato so svetovali svojemu ljudstvu, naj se odločijo za odhod.
Vsi Ingwëjevi in večina Finwëjevih ter Elwëjevih potomcev se je odločila za potovanje v Valinor, pozneje znano pod imenom Veliko potovanje (izvirno ang. The Great Journey). Tukaj se je začel razkol vilinskega ljudstva, saj se niso vsi vilini odločili za potovanje na Aman. Tisti, ki so ostali daleč na vzhodu, in se potovanja sploh niso udeležili, so imenovani Avarji in o njih vemo zelo malo. Od tega časa dalje se uporablja izraz Eldarji samo za tiste, ki so se odpravili proti Valinorju, torej izključuje Avare.
```
					                     
QUENDI

                                                     
(vsi vilini)

                                                             |
                                 ----------------------------------------------------------------------------------------
                                 |                                                                                      |
                              
Eldari
                                                                                  
Avari

                       
tisti, ki so se udeležili
                                                                      (Nevoljneži)
                           
Velikega pohoda
                                                                                 tisti, ki so zavrnili

         ------------------------------------------------                                                          
Veliki pohod

         |                       |                      |                                                               
      
Vanjari
                 
Noldori
                
Teleriji
                                                           
  (Svetli vilini)        (Globoki vilini)               |                                                               
                                             ----------------------------------------------------                                  
                                             |                  |                |              |                                   
                                          
Falmari
            
Sindari
          
Nandori
        
Silvani
                               
                                      (Morski vilini)     (Sivi vilini)  
```

Opomba: Zgornji diagram prikazuje osnovne oddelke vilinov, ki so se izoblikovale med Velikim pohodom; za bolj podrobno delitev in opise zgoraj navedenih skupin glej naslednje poglavje (Genealogija).

## Genealogija
Rodoslovna zgodovina vilinskega ljudstva je zelo zapletena tvorba. Od njihovega prebujenja na obalah Helcarja naprej so izrazito posegali in celo spreminjali tok zgodovine, pri čemer je nastajalo mnogo različnih skupin.

### Oddelki
Opomba: Pri imenih skupin, ki so bila prevedena v slovenščino je v oklepaju zapisano še izvirno (angleško) ime. Prevodi so iz Silmarilliona, ki ga je prevedel Uroš Kalčič, oz. so izpeljani po istem vzorcu.
- Avari
- Calaquendiji (Calaquendi)
- Cuind
- Eldari (Eldar)
- Falathrim
- Falmari
- Galadhrim
- Globoki vilini (Deep elves)
- Gondolidrim
- Gozdni vilini (Wood-elves)
- Gwaith-i-Mírdain
- Hwenti
- Iathrim
- Kindi
- Kinn-lai
- Laiquendiji (Laiquendi)
- Minjari (Minyar)
- Mithrim
- Moriquendiji (Moriquendi)
- Morski vilini (Sea-elves)
- Nandori (Nandor)
- Neljari (Nelyar)
- Nevrasthim
- Noldori (Noldor)
- Penni
- Silvani (Silvan)
- Sindari (Sindar)
- Sivi vilini (Grey-elves)
- Svetli vilini (Light-elves)
- Tatjari (Tatyar)
- Teleriji (Teleri)
- Temni vilini (Dark elves)
- Úmanjari (Úmanyar)
- Vanjari (Vanyar)
- Vilini Luči (Elves of the Light)
- Visoki vilini (High elves)
- Windan
- Zeleni vilini (Green-elves)

## Jeziki
Jeziki so zelo pomemben del Tolkienove mitologije, saj je le-ta po Tolkienovih besedah zgolj podlaga oz. okolje, kjer lahko njegovi jeziki zaživijo. Kot izučen jezikoslovec je Tolkien razumel, da je jezik živa tvorba, in se kot taka tudi nenehno spreminja in razvija. To je upošteval tudi pri govoricah vilinov, ki so med seboj zelo povezani. Kot primerjavo lahko vzamemo indoevropski jezik. To je prajezik, iz katerega so se kasneje razvili mnogi drugi jeziki, predvsem zaradi selitev ljudstev. Takšen jezik je bila na Ardi t. i. stara vilinščina, iz katerih so se pozneje razvili drugi jeziki (na primer kvenja), znotraj njih pa še mnoga narečja. Razvijanje vilinskih jezikov je prikazano v spodnji tabeli.
```
                                             
Stara vilinščina

                                                    |                                 
                          ----------------------------------------------------
                          |                                                  |
                          |                                                  |
                       
kvenja
                                          
jeziki avarov

                          |
             -------------|
             |            |
             |            |
             |            |------------------------------
      valinorska kvenja   |                             |
             |            |                             |
             |            |                             |
        
telerščina
    
sindarščina
                  
nandorščina

                          .                             .
                          .                             .
                          .                             .
                   
silvanska
 narečja             
silvanska
 narečja
```

### Seznam vilinskih jezikov
Opomba: Imena jezikov so prevedena; izvirna imena so podana v oklepajih.
- Avarščina (Avarin)
- Doriatščina (Doriathrin)
- Ilkorščina (Ilkorin)
- Kvenja (Quenya)
- Lesniščina (Silvan Elvish)
- Nandorščina (Nandorin)
- Sindarščina (Sindarin)
- Stara vilinščina (Old/Primitive/Primordial Elvish)
- Starosindarščina (Old Sindarin)
- Telerščina (Telerin)

### Knjižniviri
- Silmarillion, v izvirniku The Silmarillion, prevedel Uroš Kalčič (J.R.R. Tolkien)
- Gospodar prstanov, v izvirniku The Lord of the Rings, prevedel Branko Gradišnik (J.R.R. Tolkien)
- The History of Middle-Earth (J.R.R. Tolkien)
- Gospodar prstanov od A do Ž (Branko Gradišnik)
- The Atlas of tolkien's Middle-Earth (Karen Wynn Fonstad)
- A Tolkien Bestiary (David Day)

### Internetniviri
- The Encyclopedia of Arda (angleško)
- Ardalambion (angleško)
- Tolkiennet (angleško)